# 대한제국군

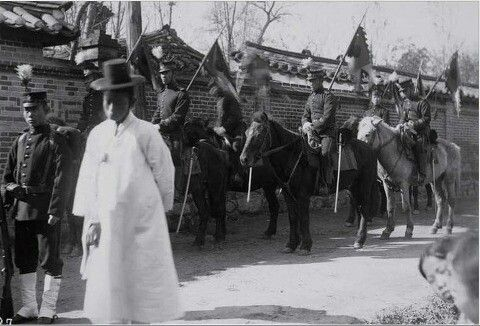
말을 타고 있는 대한제국군

대한제국군(大韓帝國軍, 영어: Korean Imperial Armed Forces)은 대한제국의 국군이다.
대한제국군은 대한제국 육군, 대한제국 해군, 대한제국 상무영(商務營, 보부상으로 구성함)으로 나뉘었다.
당시 아시아에서 군사력이 2위였다.

## 조직
대한제국군의 성립 기반은 조선군이었다. 1894년 7월 27일에 시행한 갑오개혁으로 기존 군제를 모조리 바꾸면서 새로운 조직으로 편성하였다.
시위대, 친위대, 진위대 등의 조직으로 규모를 확장하였으나 일본의 개입 및 국가의 역량 부족, 그리고 고위 관료들의 판단 오류가 겹쳐 제대로 된 활동을 하지 못하고 해체되었다.
병력 충원은 국민개병제에 따라 징병제를 실시하자는 의견은 있었으나 당시 여건과 정부 의지 부족으로 시종일관 모병제를 채택하고 유지하였다. 통수권자는 황제였다.
갑오개혁 직후에는 군무아문(軍務衙門)에 담당하였고 을미개혁 때 명칭을 군부(軍部)로 바꾸었다. 군부대신이 오늘날의 국방장관 역할을 했다.
대한제국군은 대한제국 육군과 대한제국 해군으로 구분했다. 

## 육군

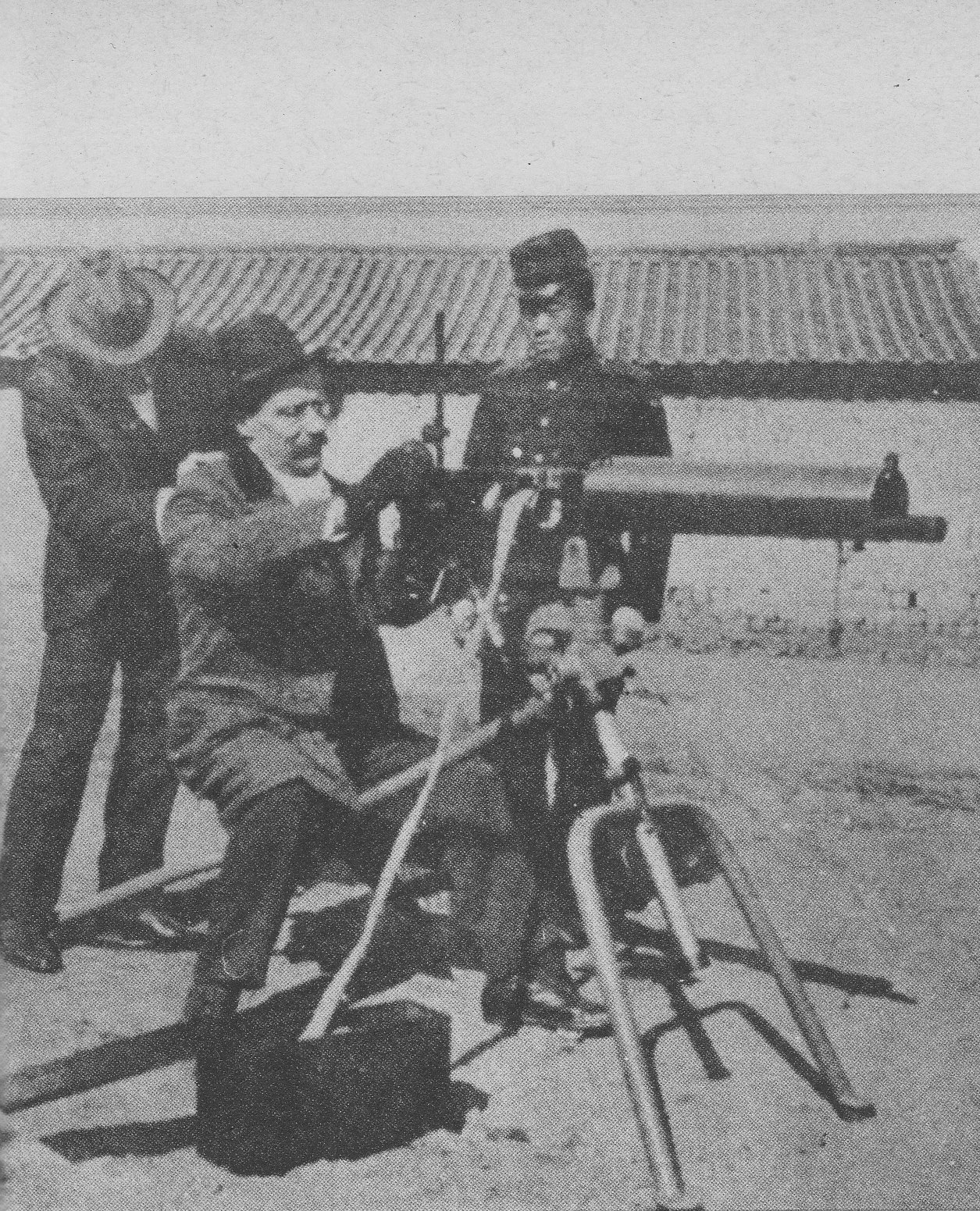
외국인 교관의 지도하에 맥심 기관총의 시연 과정을 지켜보는 대한제국 육군 병사.

1895년 5월에 설치한 시위대가  덕수궁과 황실의 경비와 수도방어를 담당한 대한제국 핵심부대로서 중앙군역할을 겸하였다. 2개 대대로 구성한 1개연대로 각 대대가 2개 중대고 각 중대는 3개 소대였다. 당시 정원은 약 8,000명 가량으로 추정하며 을미사변 때 일본군을 저지하다 실패한 후 곧 해산되었다가, 1897년 1월에 러시아 군사 고문의 지도로 시위대를 다시 편성하였다. 재편성한 제국군최대 인원은 20,000여명 정도로 추정한다.
육군은 아래와 같은 조직으로 구성하였다.
- 대한제국 호위대 (황제 호위를 담당)
- 대한제국 시위대 (을미사변이 발생한 이후에 해체후 재결성)
- 대한제국 헌병대
- 대한제국 친위대
- 대한제국 진위대
- 대한제국 지방대 (진위대와 흡수통합)

## 해군

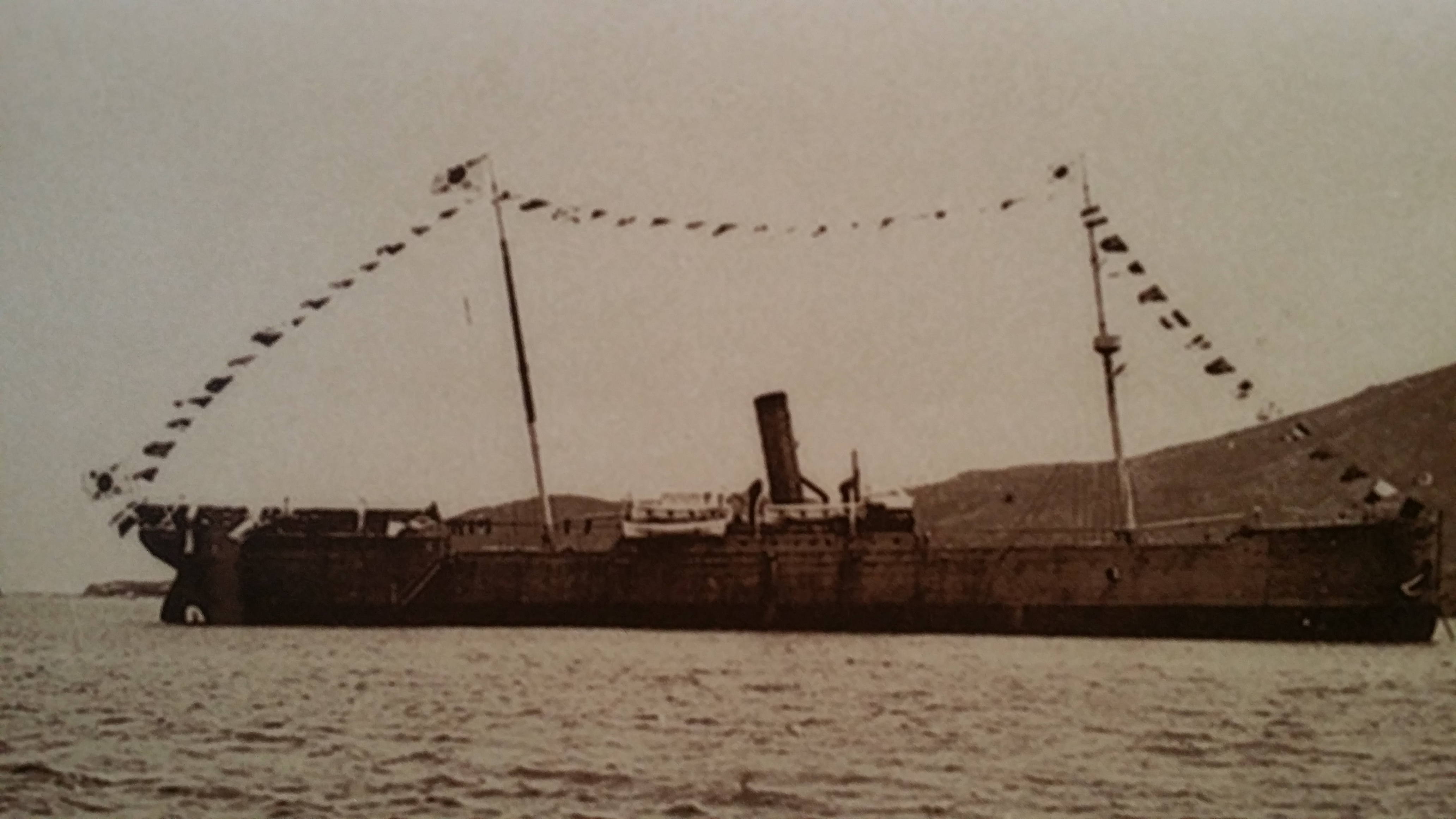
대한제국의 군함 양무호

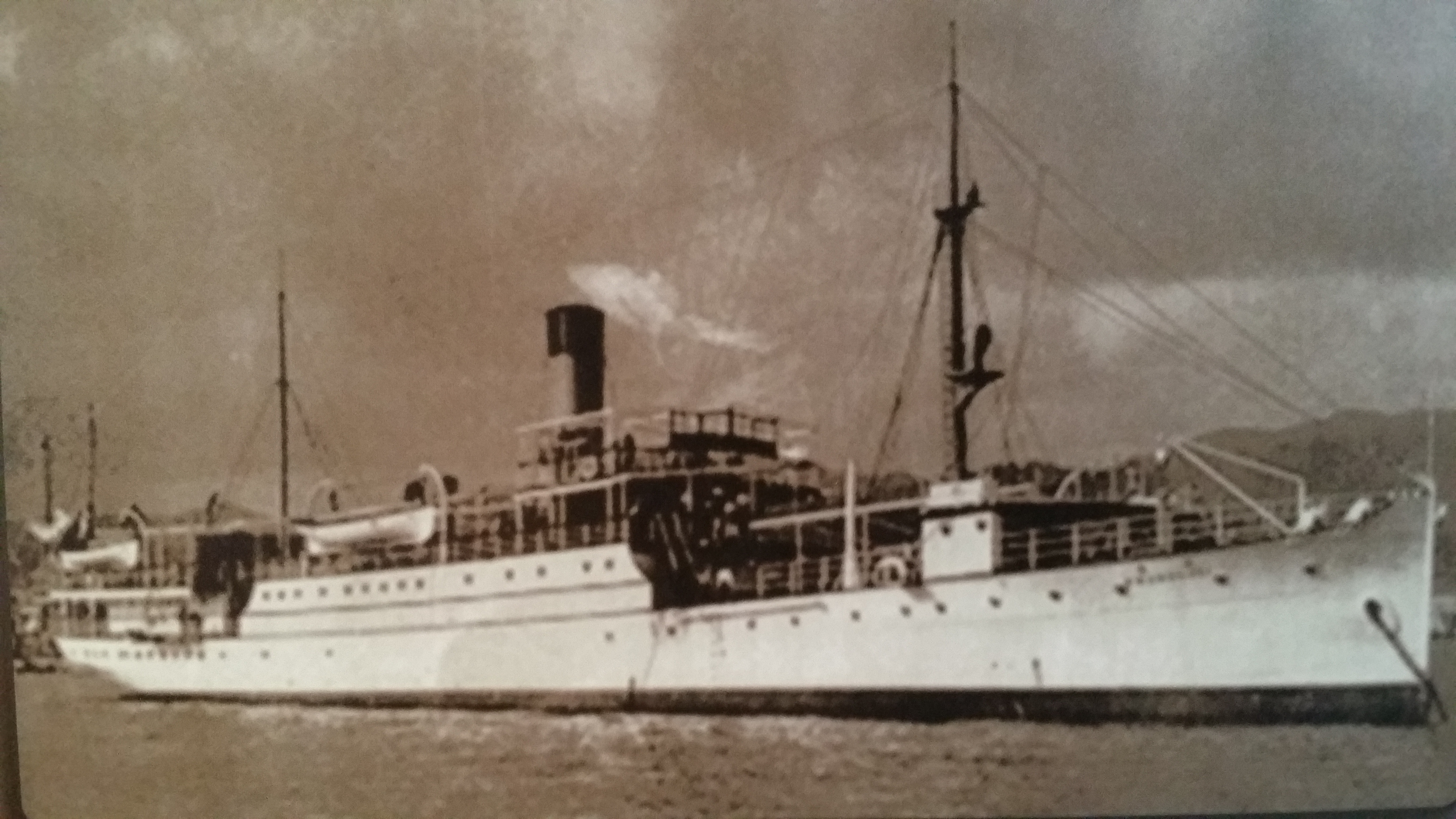
대한제국의 군함 광제호

1892년 12월 한국 최초의 근대 해군사관학교를 설립하였다. 대한제국 고종은 근대 해군교육을 실시하기 위해 영국 총영사에게 해군 교관 파견을 요청하였다. 1893년 3월에는 해군학교 설치령을 반포하였다. 해군학교인 통제영학당 위치는 지금의 대한민국 인천광역시 강화군 강화읍 갑곶리로 추정한다. 
1893년 6월 영국정부는 해군 교관 파견을 승인하였고 이에 따라 군사 교관인 콜웰(W. H. Callwell)대위와 조교 커티스(J. W. Curtis)하사를 파견하였다. 1893년 9월부터 15세 이상과 20세 이하의 생도 382명과 수병 3,000여 명을 모집하여 정식 개교 하였다. 이후 허치슨(W. du F. Hutchison)이 영어교육을 하였고, 이듬해 1894년 4월부터 콜웰 대위와 커티스 하사를 중심으로 생도와 수병은 본격적인 군사훈련을 하였다. 
군함은 양무호(揚武號)와 광제호(廣濟號)가 있었다.

## 역사
대한제국 개국 이전의 조선군은 대원군이 집권할 당시에 약 16,000명의 규모의 중앙군을 가진 미약한 군대였다. 대부분의 병력이 훈련을 미처 받지 못해 군사 능력이 부족했다. 병력 절반 이상의 인원이 노약자였다 이러한 상황을 극복하기 위해 대원군은 화약무기를 다루는 포군(砲軍)을 증강하는 정책을 채택하였다. 특히 강화유수부(江華留守府)를 진무영(鎭撫營)으로 개편하는 등 지방군 강화를 꾀하였다.
또 서양의 근대식 군함들의 출몰로 수차례 난을 겪었던 고종은 해안 포대를 강화하여 이를 극복하려 하였다. 1873년 흥선대원군이 실각하고 고종 친정 체제가 이루어지자 고종은 가장 먼저 친위부대인 무위소(武衛所)를 설치하여 그의 친정체제를 공고히 하고자 했다. 1876년과 1880년에 고종은 일본에 수신사(修信使)를 파견하여 일본제국의 신식군제와 무기 및 기술들을 습득하고, 청국에는 1879년에 신식 무기 구입을 요청하였고 양국간 군사지원에 관련된 조약을 역시 체결하였다.
갑오개혁 직후 조선 군대는 새롭게 만든 훈련대와 해체했던 기존 군영 군사들을 모아 임시로 편성한 신설대가 유일했으며, 그나마 서울에만 신설대가 있었고 지방은 무방비 상태였다. 이 탓에 을미의병이 일어났을 때 이를 제어할 지방 관할 군대가 없었다. 당시 김홍집 내각이 지방에 새로 만든 군대를 배치한다는 구상을 하였고, 실제 을미개혁 당시 평양 등지에 훈련대 대대를 두었다. 김흥집 내각은 대한제국군에 대규모 자금을 투자하였다. 무려 약 74만 원을 투자하였는데, 당시 정부 연간 예산이 390만원 정도였다. 제1 훈련대비로 210,795원, 제2 지방대비로 50,713원을 지출하였다. 또한 예산 외로 554,276원 17전을 사용하였다. 하지만, 아관파천으로 김홍집 내각이 무너지면서 이는 제대로 시작도 하지 못하고 중단되고 만다.
이후 제정 러시아 고문단의 지원을 받아 시위대를 다시 설립하고 지방에는 해산된 구식군대의 병사들을 임시로 편성한 지방대와 진위대를 구성하였다. 또한 장교들 양성 교육기관도 설립했다. 1896년부터 1909년까지 육군 장교를 양성하는 육군무관학교와 1893년부터 1896년까지 해군 장교를 양성하는 통제영학당이 존재했었다.
이후 점차 군대로서 모습을 갖춰가면서 제주에도 진위대를 설치하고 한성에는 육군법원과 군사 병원까지 갖추었다.
1899년(광무 3년)에는 최고통수기구인 원수부와 참모본부인 참모부를 개설하여 근대 군 통수기구를 도입했다. 원수부 산하에는 군무국, 검사국, 기록국, 회계국을 설치하였다. 헌병사령부를 원수부 직속으로 설치하였다. 또 황제 근접경호를 맡는 경호실 격의 호위대를 창설하였고, 원수부 군무국 총장이 호위대장을 겸임하였다.
창설 초기에 중앙군을 구성하고 지방군을 중앙군과 비슷한 편제로 개선하였으며, 편제상 1901년에 18,378명 규모였다. 실제로 1897년 중앙군 시위대가 약 2,600명, 지방 진위대는 7천 명 수준이었다. 1904년 전까지 중앙군인 시위대와 친위대의 규모가 각각 5,700여명과 4,840명에 이르렀으며 지방군은 도합 18,000명이였다. 1905년부터 러일전쟁을 승리로 마친 일본 입김이 강져 제국군은 축소해야 했다. 시위대는 2,513명으로 축소되고 친위대는 폐지되었다. 당시 지방군인 진위대는 4,438명 수준이었다. 즉, 중앙궁과 지방군을 합쳐 7,000명 수준이었다. 1907년엔 다시 군제개혁을 이루어 중앙군을 개편하며 늘어나 4,215명이었지만, 진위대는 4,305명이었다. 수치상으로 전체 인원 변화는 크지 않지만, 일본은 중앙군을 포함한 남부 병력을 북부로 이동시켜 중국 경계를 강화하고, 군대가 없는 조선 지역을 식민화하기 시작했다.
1899년 청에서 의화단 운동이 일어나 대한제국 내 평안도 함경도에도 의화단과 청군 비적이 쳐들어와 대대적으로 약탈하는 사례가 발생한다. 당시 열강 8개국이 참전하였고 대한제국군은 군세가 열악하고 국내에 침입한 의화단을 막기에도 벅찬 관계로 참전을 거부했다.
시간이 흘러 의화단 운동에서 연합군 승전이 확실해지자 고종이 직접 뒤늦게 일본 공사를 통해 참전 의사를 피력했으나, 일본 공사는 대한제국군 전력까지 필요한 정도는 아니라며 거절했다. 일본 공사는 본국으로 보내는 전문에서 이러한 일의 전말을 전하면서 고종의 의도는 우스웠다며 고종을 비웃었다.
특히 의화단 운동으로 청나라가 약해지고 러시아제국이 대병을 이끌고 만주 일대를 군사적으로 장악했을 때, 간도의 한국인들은 이것을 호기로 여기고 청나라 옷인 편복을 벗고 한복으로 바꿔 입으면서 대한제국 정부에게 보호를 청했다. 1901년, 대한제국 정부는 간도에 대한 행정권을 펴기 위한 태세를 갖췄고, 1902년 5월 22일 당시 46세였던 이범윤을 북간도시찰로 임명해 대한제국군을 간도지역으로 파견한다.
대한제국군 진위대는 1905년 이후 의병 대장 원용팔(元容八)을 체포한 것을 비롯하여 강릉·단양·예천의 의병을 체포하거나 의병을 진압하기 위해 출동하였다. 을사조약으로 국권을 잃은 후 진위대는 오히려 국권을 회복하기 위한 의병운동을 진압한 것이다. 남대문 전투 이후 일제에 의해 해산당한 대한제국군 가운데 최대 550여명이 서소문을 통해 탈출한 것으로 추정되며, 일부는 정미의병에 참가하였다.
시위대는 1907년 8월 1일에 해산되었다. 시위대 1연대 1대대장이었던 박승환이 이 일로 자결하고 해산에 반대한 2개 대대는 일본군에 맞서 남대문 전투를 전개하였으나 일본군에 의해 진압당하였다. 강제 해산 이후 2연대 2대대와 기병대대 일부는 조선보병대와 조선기병대가 되어 황실근위를 맡았고 이후 조선기병대는 1913년에, 조선보병대는 1931년에 해체되었다. 1931년 해체 당시 약 200명의 인원이 남았고 이들은 일본군 헌병보조원과 순사보조원이 되었다.
1900년 한인들은 요시카즈단 사변 이후 16만명의 대군을 이용해 만주일대를 군사적으로 점령한 러시아제국의 세력을 이용하여 간도의 현 바이샨시 퉁궈현 등지에 주둔하고 있던 청군과 지방관리들을 축출하고 이 지역을 대체적으로 장악하는데 성공했으며 이를 두고 청나라와 다투었다.
1904년 1월부터 4월까지 벌어진 양측의 전투로 인해 한인들의 피해가 속출하였고 청 측 변경 지방관은 주한청국공사관을 통해 한국 정부에 항의했으며 대한제국 외부도 이에 따라 이범윤의 소환 및 처벌을 요청하였으며, 변계경무소나 진위대 또한 감계회담의 필요성을 절감하고 청 측과 감계를 추진하게 되나 그 과정에서 러일전쟁 이후 간도 문제에 개입하려던 일본이 청의 수석군기대신 경친왕 이쾅에게 북간도에서 러일간의 교전이 발생할 수 있다는 이유로 교섭 중단을 요청하면서 무산되었다.
6월 변계경무관 최남륭, 김병약, 진위대 육군참령 김명환은 연길청 및 길강군 관리들과 변계선후장정이라는 약장을 체결하여 이범윤의 소환과 현상유지(두만강을 잠정적인 국경으로 유지 등)를 합의하게 된다. 이후 국경 문제는 간도협약으로 해결하게 된다.

## 군복
조선은 1895년 서양식 군복을 도입하였고, 총 8번 복장 규칙에 변화가 있었다. 1895년에는 정장, 군장, 예장, 상장으로 복장들을 나눴고, 하복과 햇빛가리개, 외투 등 특정한 계절에 필요한 복식의 착용법에 대해서 제시하였다. 이후 1897년에는 조그마한 개정사항들이 있었다. 이전에는 상장을 이루는 아이템들의 정의가 없었지만, 생겼다.
1895년에는 정장, 군장, 예장, 상장으로 복장들을 나눴고, 하복과 햇빛가리개, 외투 등 특정한 계절에 필요한 복식의 착용법에 대해서 제시하였다. 이후 1897년에는 조그마한 개정사항들이 있었다. 이전에는 상장을 이루는 아이템들의 정의가 없었지만, 이때 생겼다.
1895년 실린 복장 아이템은 모자, 상의, 바지, 외투, 칼, 정서, 식대, 견장, 마장이었다. 모자는 흑색 융으로 제작되었고, 모자의 앞면 중앙에는 은색의 이화장과 금색의 쇠사슬이 달려 있으며, 흑색 가죽의 턱끈이 있었다. 장관(장성급)과 영관(영관급)은 은색 별을 이화장 위에 추가하였다. 상의는 흑색 모직물로 만들어졌고, 단추는 은색이고, 무늬가 없으며 수장은 금선과 은색의 태극이 배치되었다. 금선은 장관이 3줄, 영관이 2줄, 위관이 1줄이며 장관 중에서 대장은 태극이 3개, 중장은 2개, 소장은 1개이며 영관과 위관도 마찬가지였다.
바지의 재질은 모자와 같은 흑색 융이며, 적색 융으로 줄을 다는데 장관이 3줄, 영관이 2줄, 위관이 1줄이다. 외투의 재질도 흑색 융이며 단추도 상의와 같은 은색 무지이다. 수장은 은색 별을 장관이 3개, 영관이 2개, 위관이 1개 달았다. 칼은 장관의 경우 칼가루 금속 부분에 오얏잎을 새기고, 영관은 칼가루 위쪽에만 새긴다. 칼에 장식하는 도서는 흑색견으로 만들었다. 식대는 장관이 적색 띠에 은색 술, 영관이 적색 띠에 자색 술을 달며 위관은 모두 적색이었다. 견장은 바탕이 금색이고, 장관은 은색 테두리가 있다. 대장은 은색 별이 3개, 중장은 2개, 소장은 1개이며 영관과 위관도 이에 준한다. 마장은 장관이 은선 대/소 2줄을 달며, 영관이 적색 융 선 대 소를 달았다. 이후 1897년 5월, 육군장졸복장제식이 규정되었다.
이때에 정모가 생겼는데, 정모는 계급에 있어 장교만 착용할 수 있었다. 정모의 형태는 원통형으로 정수리를 포함한 상반부와 하반부로 나뉘는데 상반부는 흑색 융, 하반부는 홍색 융, 테두리는 흑색 가죽이다. 모자 정수리에는 홍색에 금색으로 가장 자리를 두른 이화장을 부착하고 모자 하반부에 양고직의 장식을 더하였다. 상모는 장교와 하사 이하 모두 착용할 수 있었다. 형태와 재질이 정모와 동일한데, 정모에는 양고직 금선이었던 흑색 실로 만든 편평한 끈으로 하는 것이 특징이다. 대례의는 흑색 융으로 제작되었으며, 매듭단추 여밈이다. 상의는 형태와 대례의와 동일하나 색상은 순목색이다. 
의령장이 없으며 수장은 흑색 실로 만든 끈이다. 바지는 흑색 융으로 만들며 바지 측면에 봉장을 두는데 봉장은 계급과 각 병과를 나타냈다. 선의 너비와 두는 개수에 따라 계급 차이가 있는데, 장관은 너비 7분으로 2줄이며 그사이 3분 1줄을 두었다. 영관은 7분 2줄, 위관 이하는 1줄이다. 위관은 너비 1촌, 하사는 너비 6분, 병졸은 너비 3분이다. 봉장의 색상은 기본적으로 홍색으로 하나 기병은 녹색, 포병은 황색, 공벽은 자색, 군사는 청색, 군의는 옥색으로 하였다. 이 색상의 차이는 모자와 상의 규정에서 홍색으로 규정된 각 부분에도 적용됐었을 확률이 높다. 대례견장은 금색 실로 만든 장반형과 타원형을 합쳐서 만든 모양으로 장방형 부분에 도금을 한 금속제 이화 단추 1개를 단다. 대례견장은 계급 표시에 있어 타원형 아래 다는 술의 유무와 붙이는 계급장에 따라 달라진다. 소례견장은 홍색 융과 금색 선으로 만든 장방형이며 가운데에 두는 표장은 대례견장과 동일하다. 외투는 흑색 융 제질로 은색 단추를 달았다. 칼은 손잡이에 도금한 근화 잎과 앞뒤면 정중앙에 태극을 조각한다. 
근화 잎은 장관은 전체에 조각을 넣고 영관은 반만 넣으며 위관은 3분의 1만 넣는다. 도대는 장관의 경우 금사로 짠것을 썼고, 영관과 위관은 모두 흑색 가죽을 썼다. 이후 1900년 7월 다시 한번 부분개정되었다. 대례의는 재질이 이전과 동일한 흑색 융이나, 더블 브레스티드 형테로 바뀌었다. 상의는 형태와 제질이 대례의와 동일하나 의령장은 없다. 대례견장은 이전 시기와 형식은 동일하나 계급을 나타내는 문양에 있어서 차이가 있는데 이전 시기는 별, 화살 문양으로 계급의 차이를 두었다면, 이 시기에는 화살 문양이 생략되고 별 문양만 사용되었다. 그리고 이는 군대해산 이전인 1907년까지 유지되었다. 이후 1907년 10월, 군복 개정은 일본제국에 의해 다시 한번 이루어졌다. 이때 시위연대 제 2대대를 제외한 모든 부대가 해산되었기 때문에, 시위연대 제 2대대에만 적용되었다. 이때 가장 큰 변화는 흑색에서 다갈색이 되었고, 상의 가슴과 허리부분에 주머니가 생겼다.

## 무기
강화도 조약 이후 1883년에는 유럽과 미국, 청나라, 일본에서 소총, 대포, 기관총과 같은 현대식 무기가 수입되었다.

### 소총

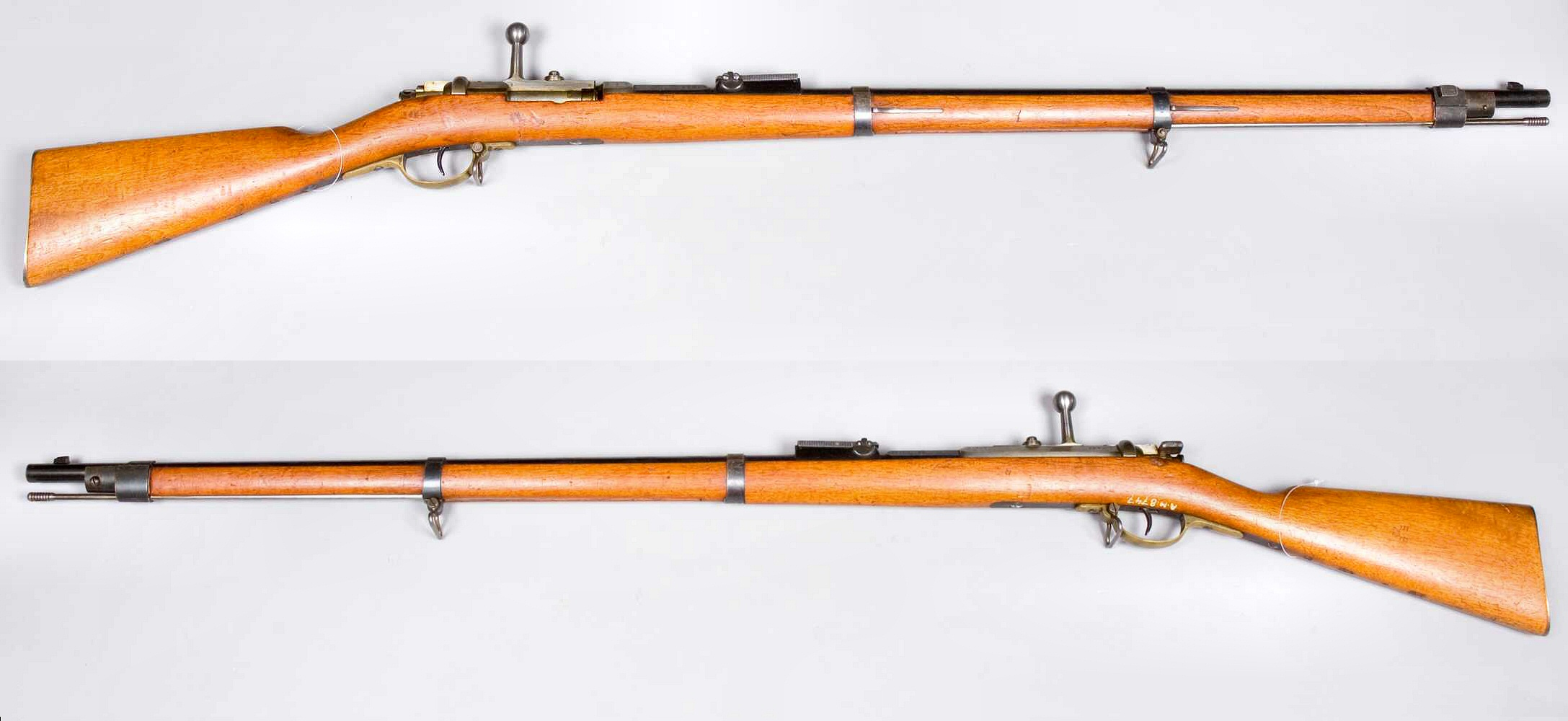
게베어 71
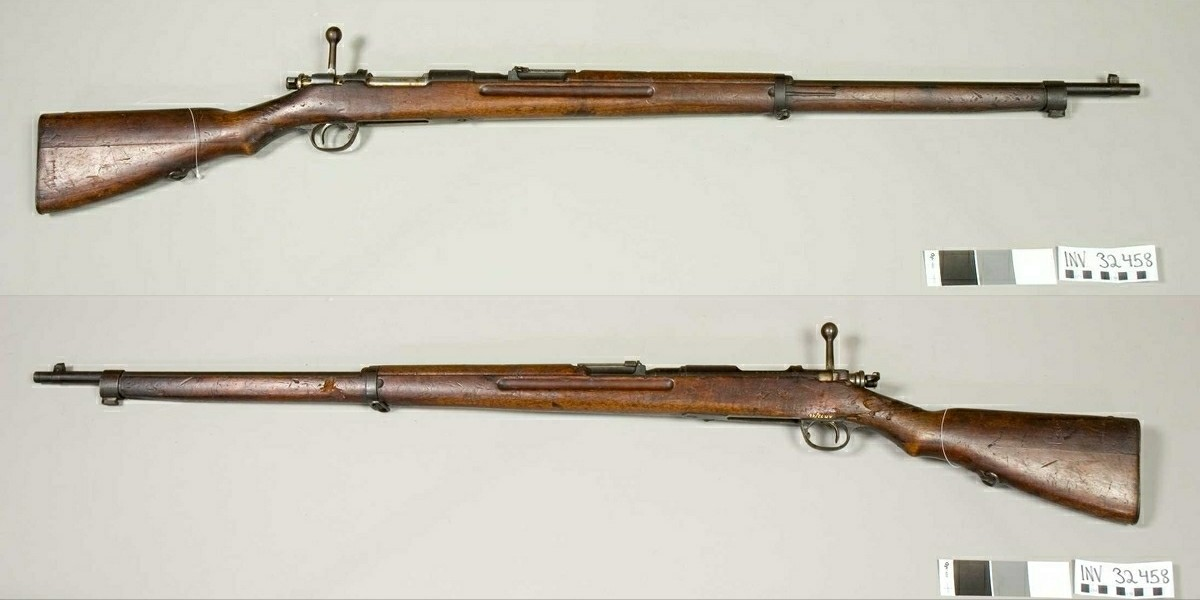
30년식 보병총

### 권총

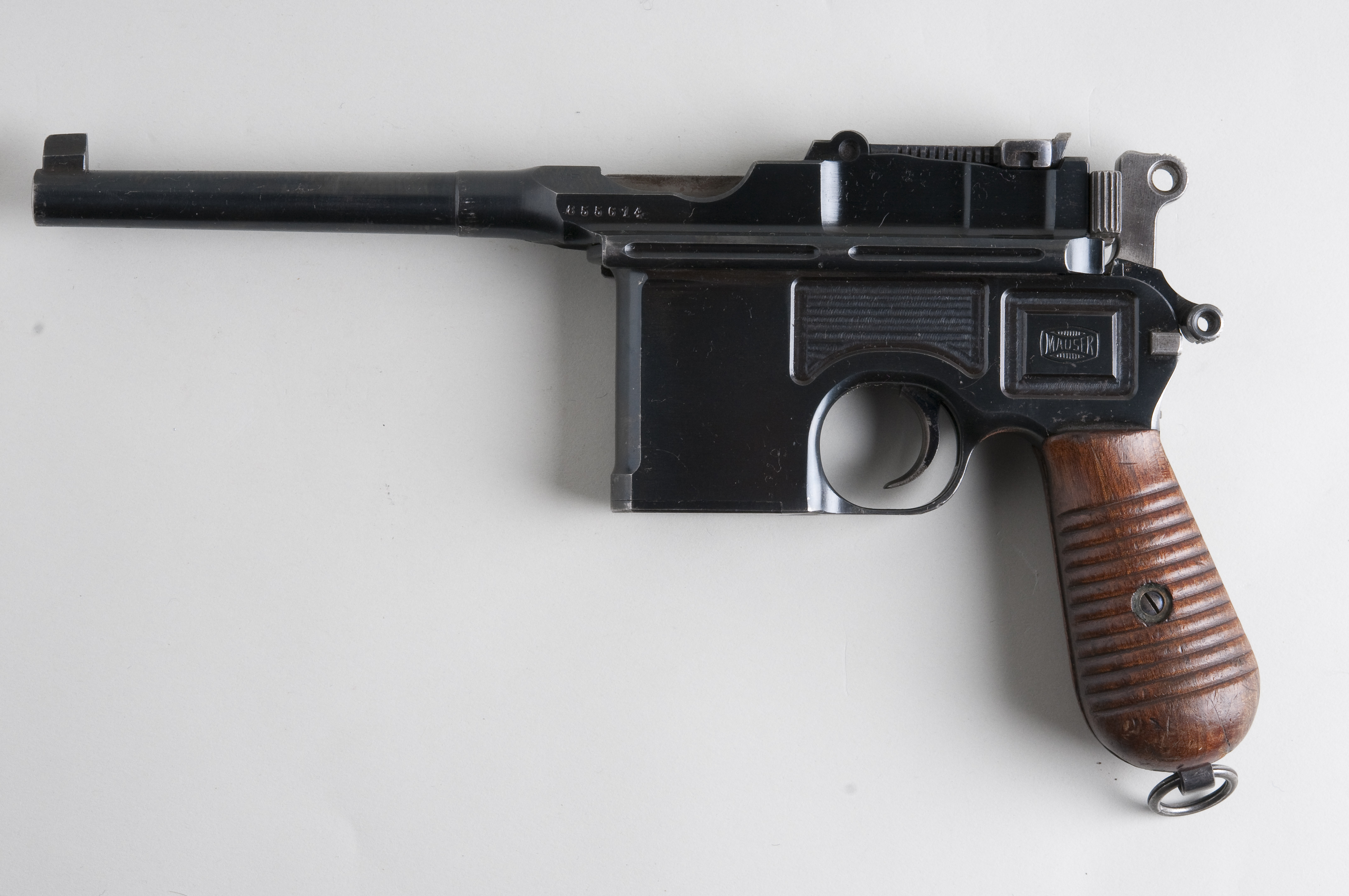
마우저 C96
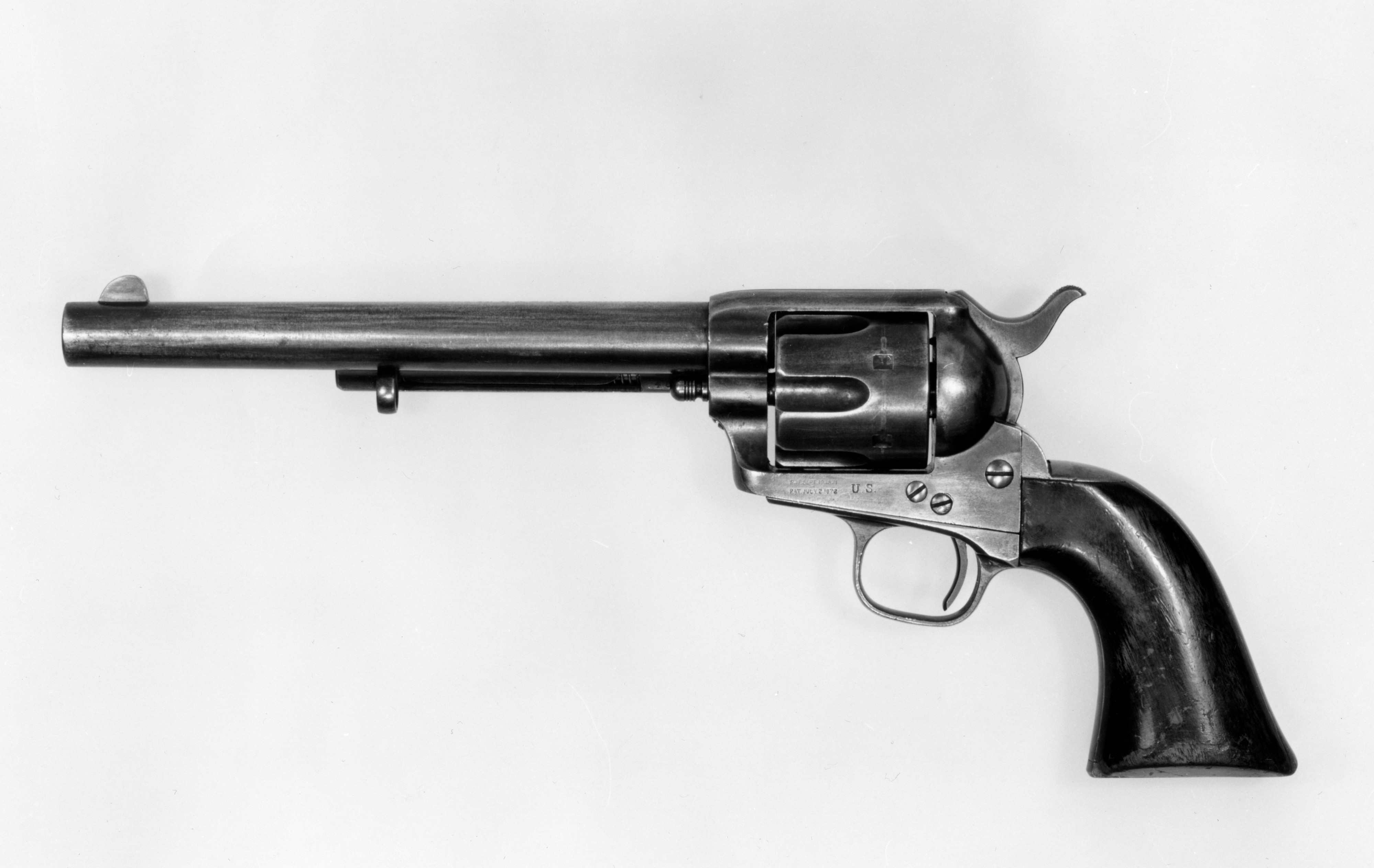
콜트 싱글 액션 아미
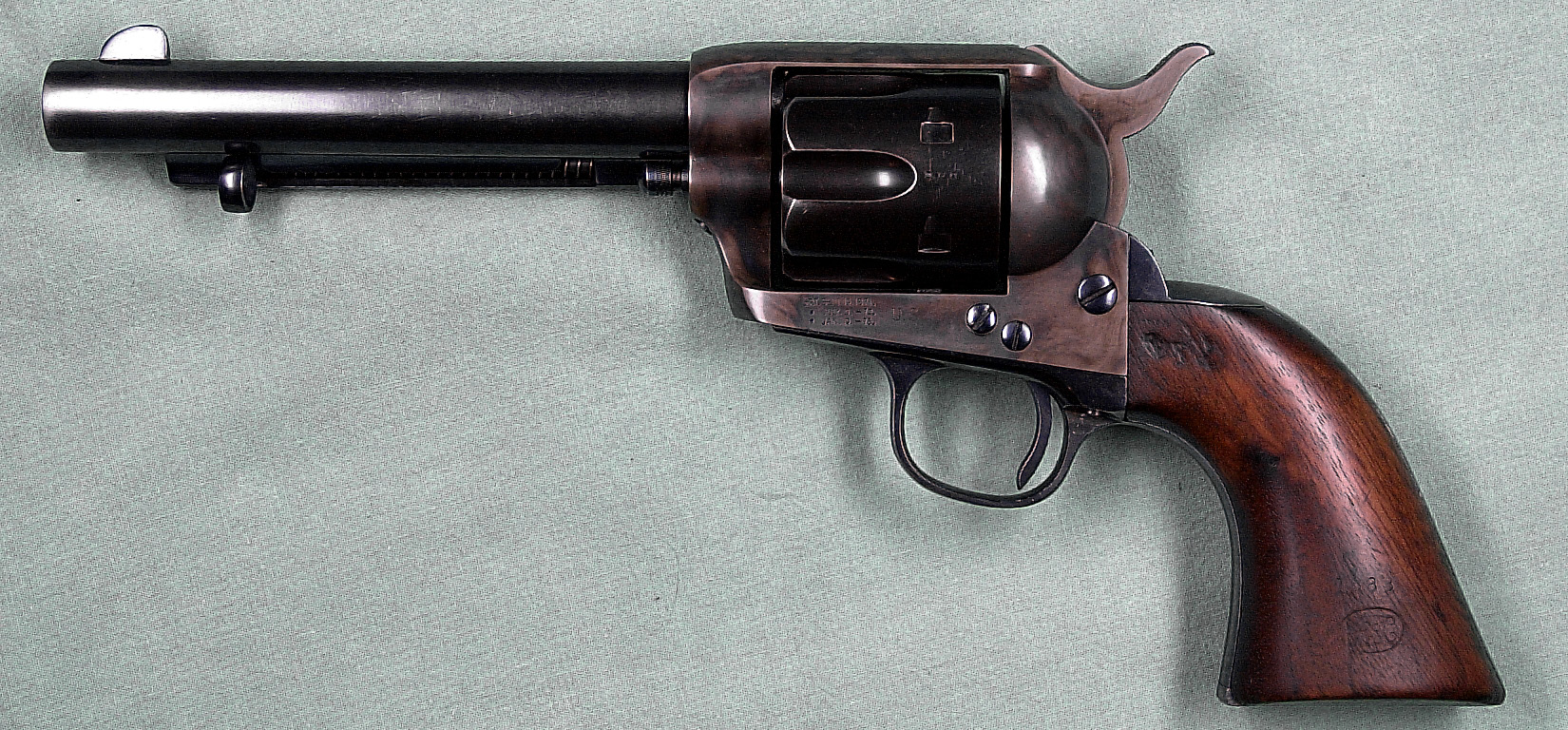
콜트 M1873 싱글 액션 육군 리볼버, 황실 시위대에서 사용.
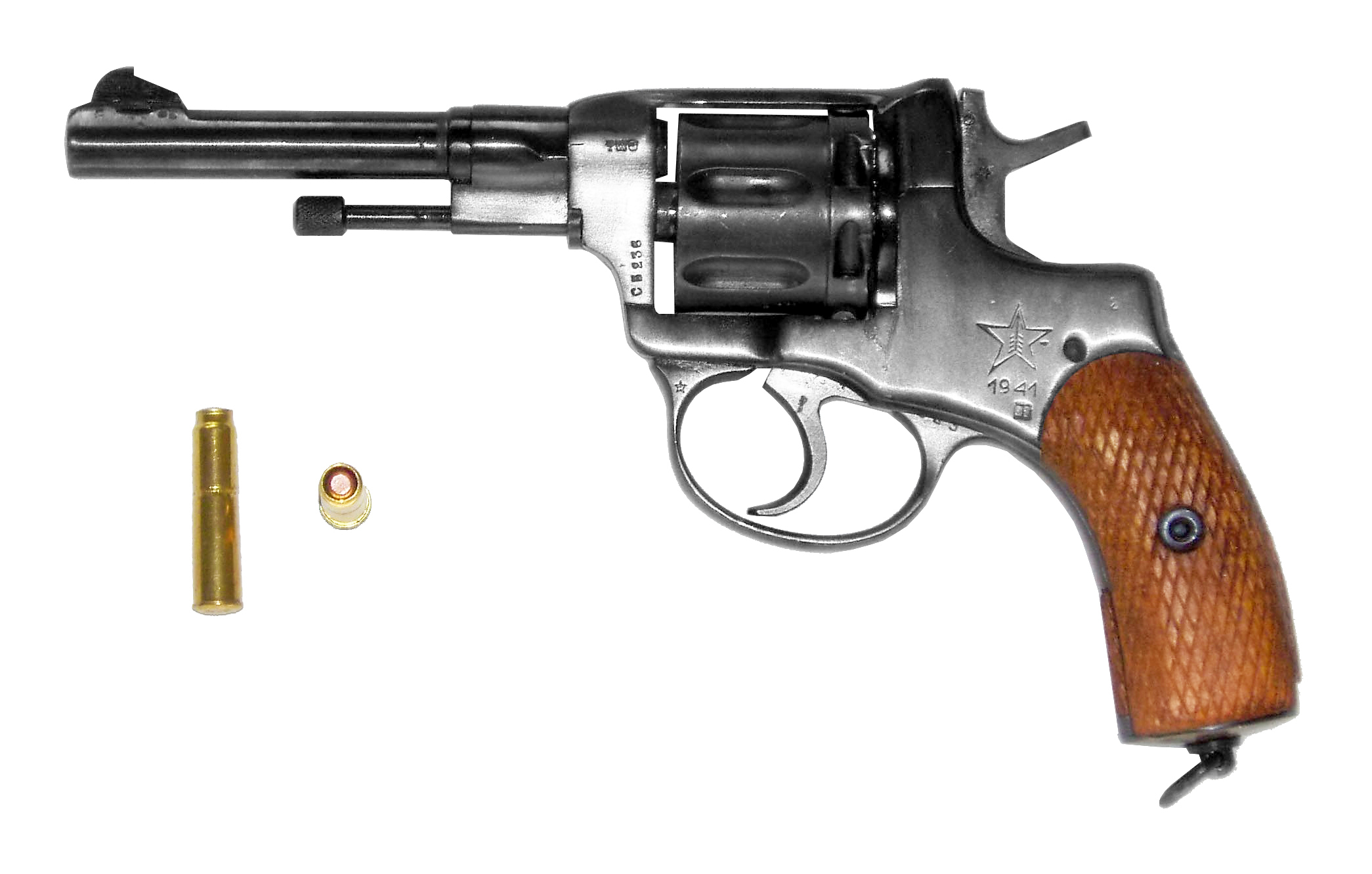
나강 M1895 리볼버, 대한 군대 및 경찰에서 사용.
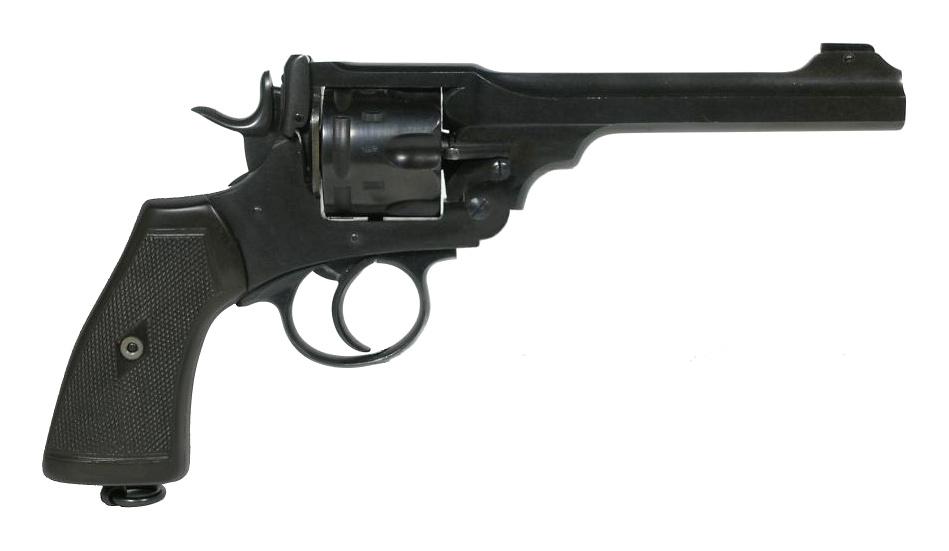
웨블리 리볼버, 황실 시위대에서 사용.

### 화포

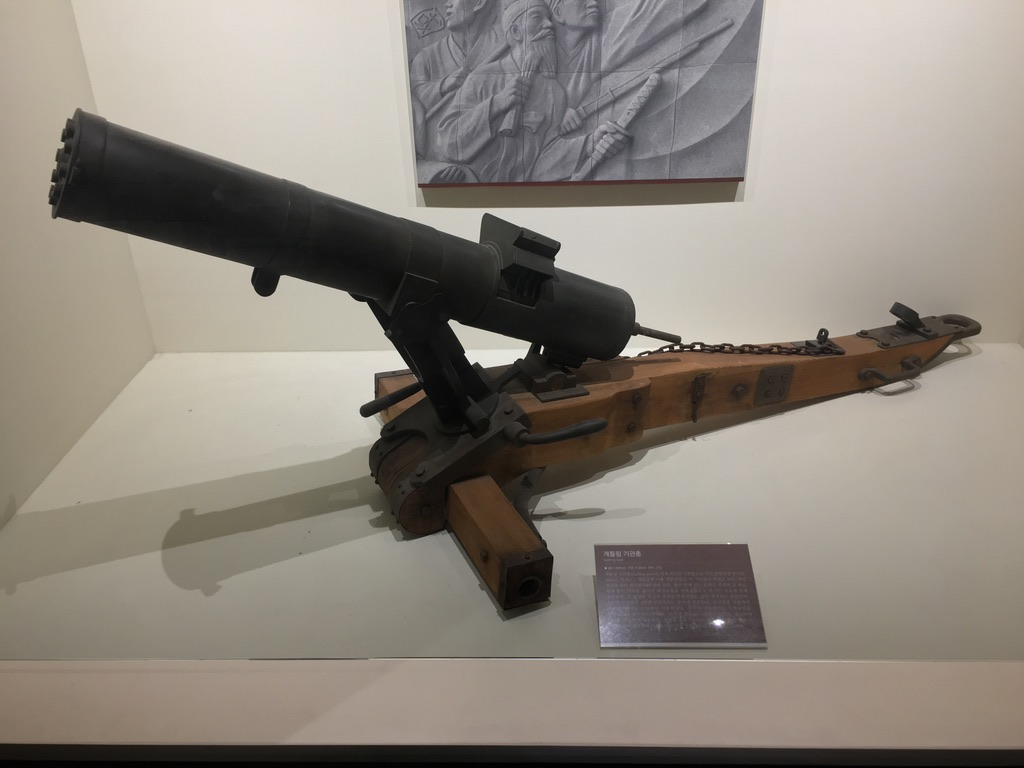
개틀링 건
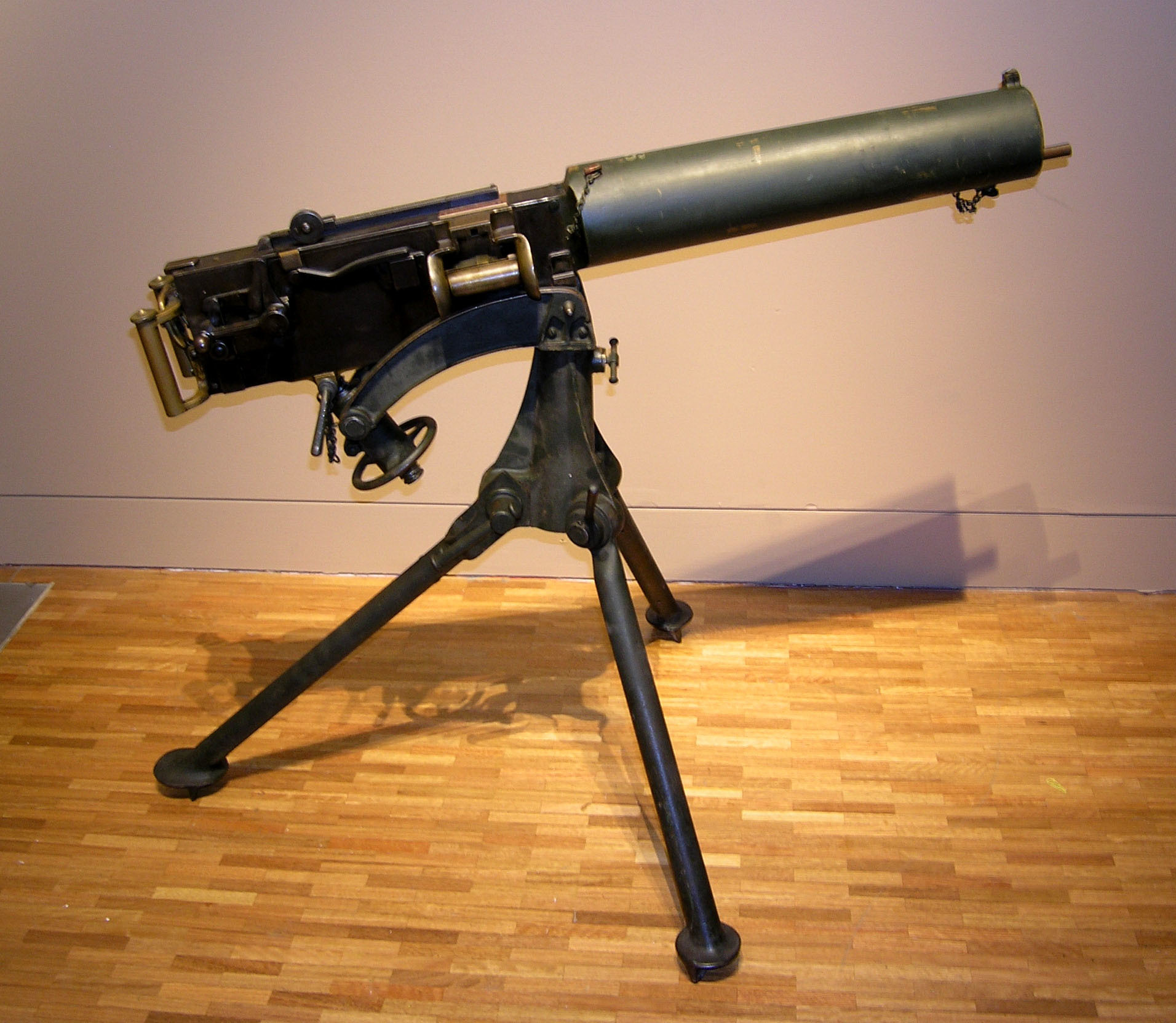
맥심 기관총
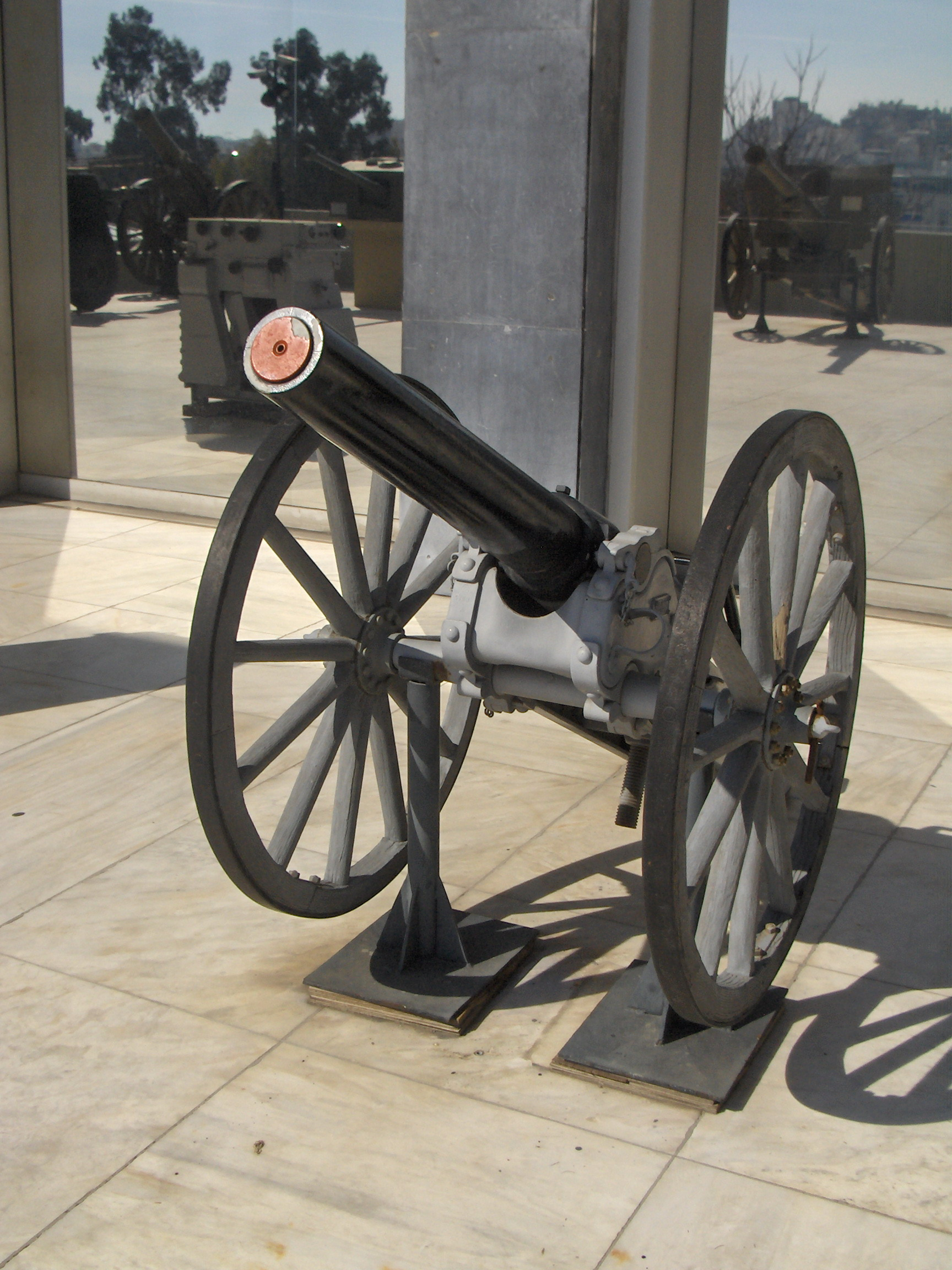
크루프 75mm 야포

### 군검

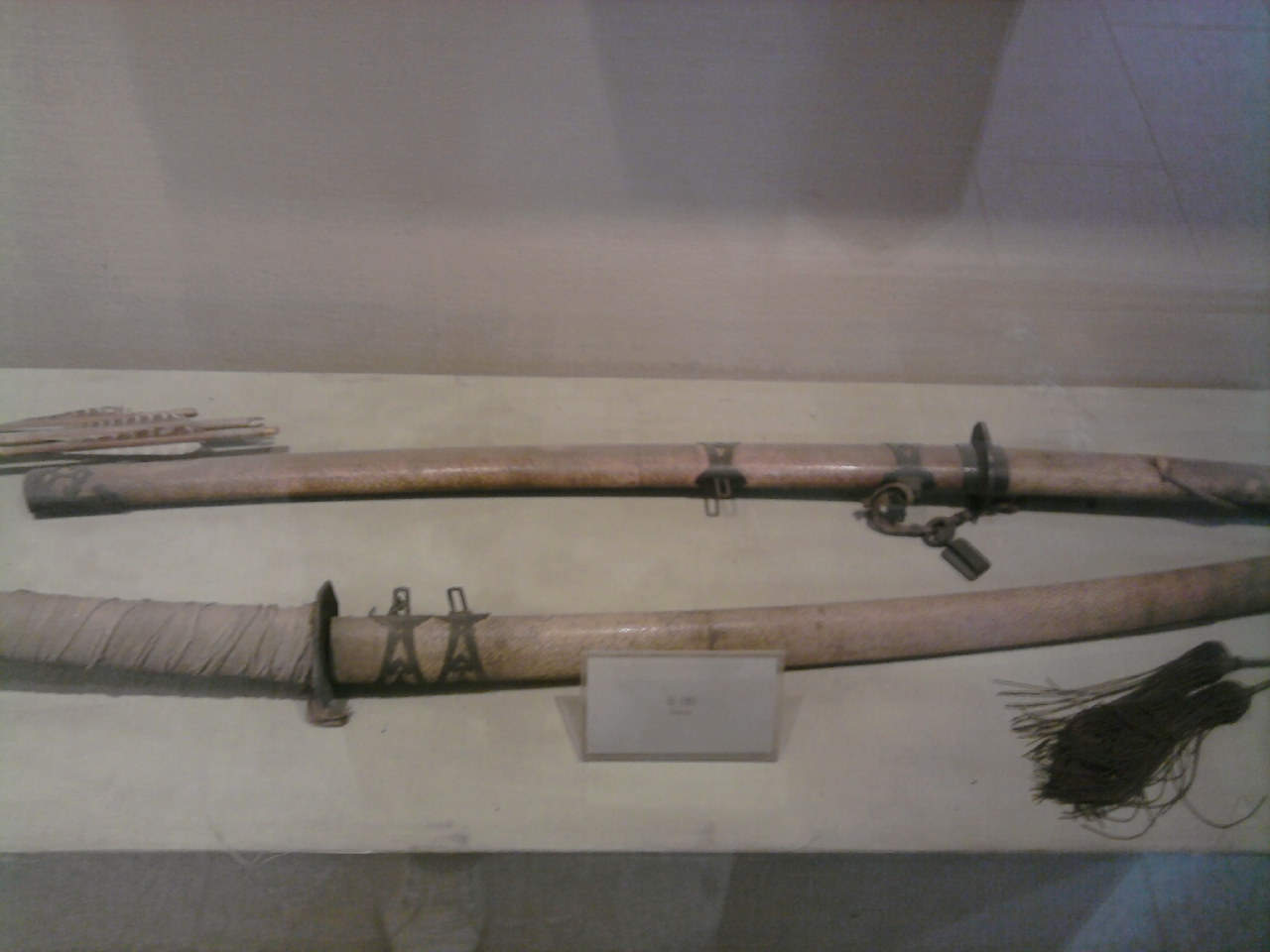
한국도, 대한제국군의 표준 의식용 칼.

## 계급
|      | 견장 | 대한제국 계급 | 현재 군계급 |
| 군관 |      | 대원수        | 국가원수    |
| 군관 |      | 부원수        | 원수        |
| 군관 |      | 대장          | 대장        |
| 군관 |      | 부장          | 중장        |
| 군관 |      | 참장          | 소장        |
| 군관 |      | 정령          | 대령        |
| 군관 |      | 부령          | 중령        |
| 군관 |      | 참령          | 소령        |
| 군관 |      | 정위          | 대위        |
| 군관 |      | 부위          | 중위        |
| 군관 |      | 참위          | 소위        |
| 사관 |      | 특무정교      | 주임원사    |
| 사관 |      | 정교          | 상사        |
| 사관 |      | 부교          | 중사        |
| 사관 |      | 참교          | 하사        |
| 사병 |      | 상등병        | 상등병      |
| 사병 |      | 일등병        | 일등병      |
| 사병 |      | 이등병        | 이등병      |

## 같이 보기
- 대한제국 육군
- 대한제국 해군
- 별기군
- 임오군란
- 조선의 군사
- 대한제국군 해산
- 대한민국 국군